# Fàbrica Vella del Molí
La Fàbrica Vella del Molí és una obra d'Olesa de Montserrat (Baix Llobregat) protegida com a Bé Cultural d'Interès Local. La xemeneia de la fàbrica està inventariada de manera independent.

## Descripció
Antiga fàbrica del molí, construïda al costat del molí de Gualba i actualment dins el conjunt industrial del polígon Càtex-Molí. Es tracta d'una nau de planta rectangular de dues plantes més una tercera planta sotacoberta, que té un cos frontal més ample. Aquest té una part central de dues plantes i amb una torre quadrada cada flanc d'una planta més, construcció fabril del segle xix, estructurada en les típiques rengles de finestrals a cada pis. El cos frontal té una composició arquitectònica més elaborada, amb elements decoratius de maó a les baranes que coronen les dues torres, als finestrals i a les cantoneres. La fàbrica conserva el que queda de l'antiga xemeneia.

### Xemeneia
Xemeneia de forma troncocònica feta amb maó refractari, morter de calç i 8 anelles de ferro. La base és de planta circular sense ornamentació, només una petita cornisa diferencia el fust de la base. El fust ha estat recentment escapçat aproximadament a la meitat de la seva alçada original. El coronament ha desaparegut.

## Història
Originalment aquest immoble era un molí fariner. El 1922 va deixar definitivament de fer aquesta funció per dedicar-se completament a la industria tèxtil. Va passar a ser propietat de la Indústria Olesana S.A. dedicada al blanqueig, al tint i als estampats de teixits.
Durant les dècades de 1940 i 50 l'empresa va aprofitar el moment de gran expansió del tèxtil i continuà ampliant el conjunt, on hi van arribar a treballar unes 1000 persones. Era l'empresa que ocupava més olesans després de la colònia Sedó d'Esparraguera. Amb la crisi dels anys 70 van haver de tancar. L'any 1981 l'empresa fou adquirida per Immobiliària Catalana Tèxtil que ofereix les naus en lloguer. En els darrers anys s'ha reurbanitzat el conjunt i s'ha ampliat amb noves naus al sector de llevant.